# ألف أولسن
ألف أولسن (بالدنماركية: Alf Olesen)‏ هو عداء موانع ‏ دنماركي، ولد في 19 أبريل 1921، وتوفي في 27 يونيو 2007.

## وصلات خارجية
- ألف أولسن على موقع أوليمبيديا (الإنجليزية)